# Хрест Бригіти

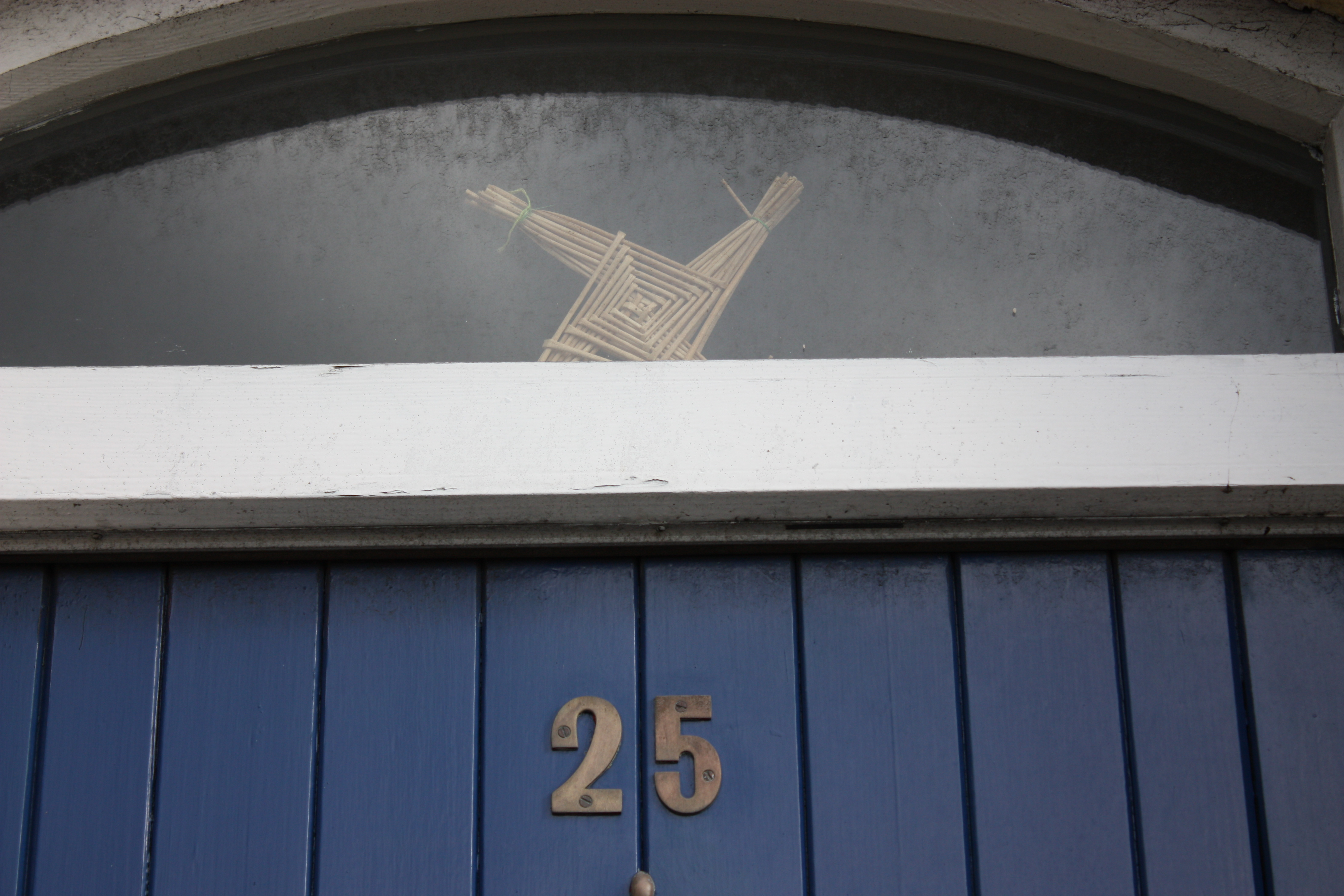
Хрест Брігіти встановлений над дверима

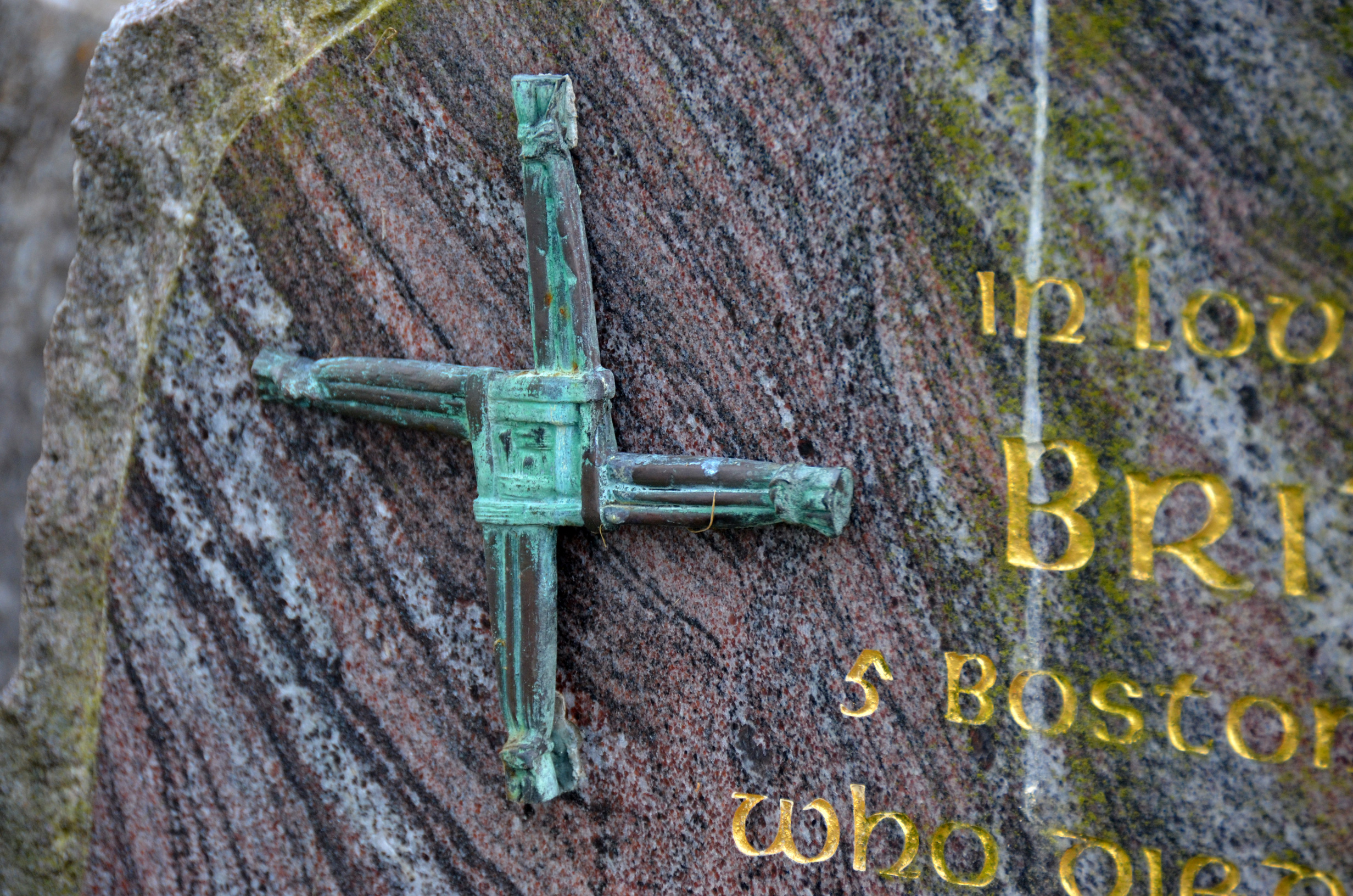
Символ хреста Бригіти на надгробку в Ірландії

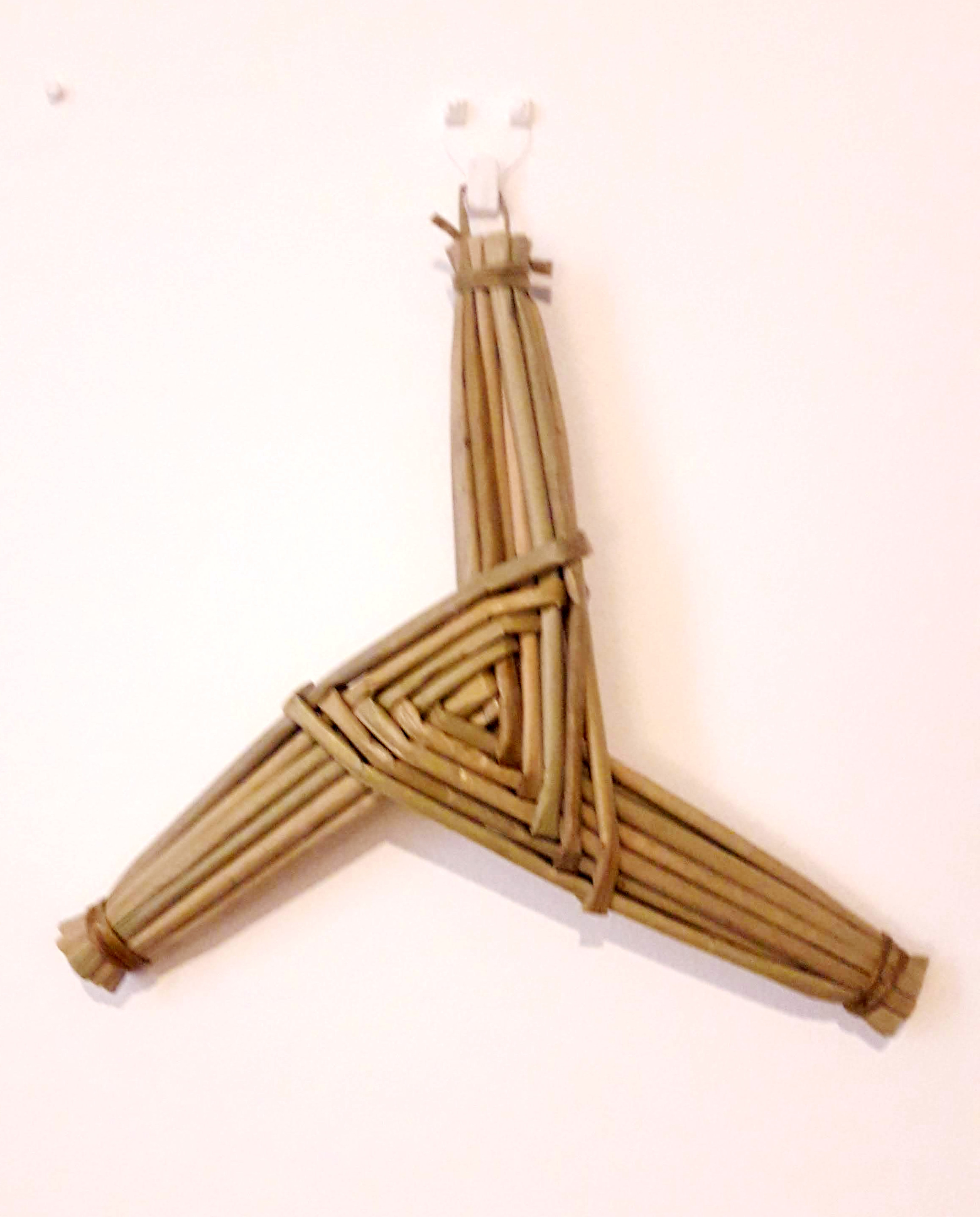
Трираменний хрест Бригіти

Хрест Брігіти (ір. Cros Bríde, Crosóg Bríde або Bogha Bríde) - невеликий хрест, звичайно витканий з ситника. Зазвичай він має чотири рамена, пов'язані на кінцях, і плетений квадрат посередині. Історично існували також трираменні версії.
Хрести Бригіти пов'язані з Бригітою Кілдер, однієї із святих покровителів Ірландії. Такі хрести традиційно робляться в Ірландії в день свята Св. Бригіти, 1 лютого, який раніше відзначався як язичницький фестиваль (Імболк), що ознаменував початок весни. Багато ритуалів пов’язано з виготовленням хрестів. Традиційно їх встановлювали над дверними прорізами та вікнами, щоб захистити будинок від будь-якої шкоди.

## Витоки

### Кельтське походження
Наявність хреста Бригіти в Ірландії, ймовірно, набагато старше християнства. Богиня Бригіда була однією з туат Де Дананн. Її святковим днем було свято Імболка, а хрест, зроблений з поспіху, сьогодні, швидше за все, є нащадком язичницького символу, його первісне значення, можливо, було зрозуміло ще на початку ХХ ст. в сільській Ірландії. Один із залишків цієї традиції в значенні Хреста Бригіди сьогодні - це, як кажуть, захищати будинок від пожежі. Це не вписується в жодну частину християнської історії про святу Бригіду, і тому, ймовірно, є частиною старої духовної традиції, що стоїть у день свята.

### Історія християнського походження

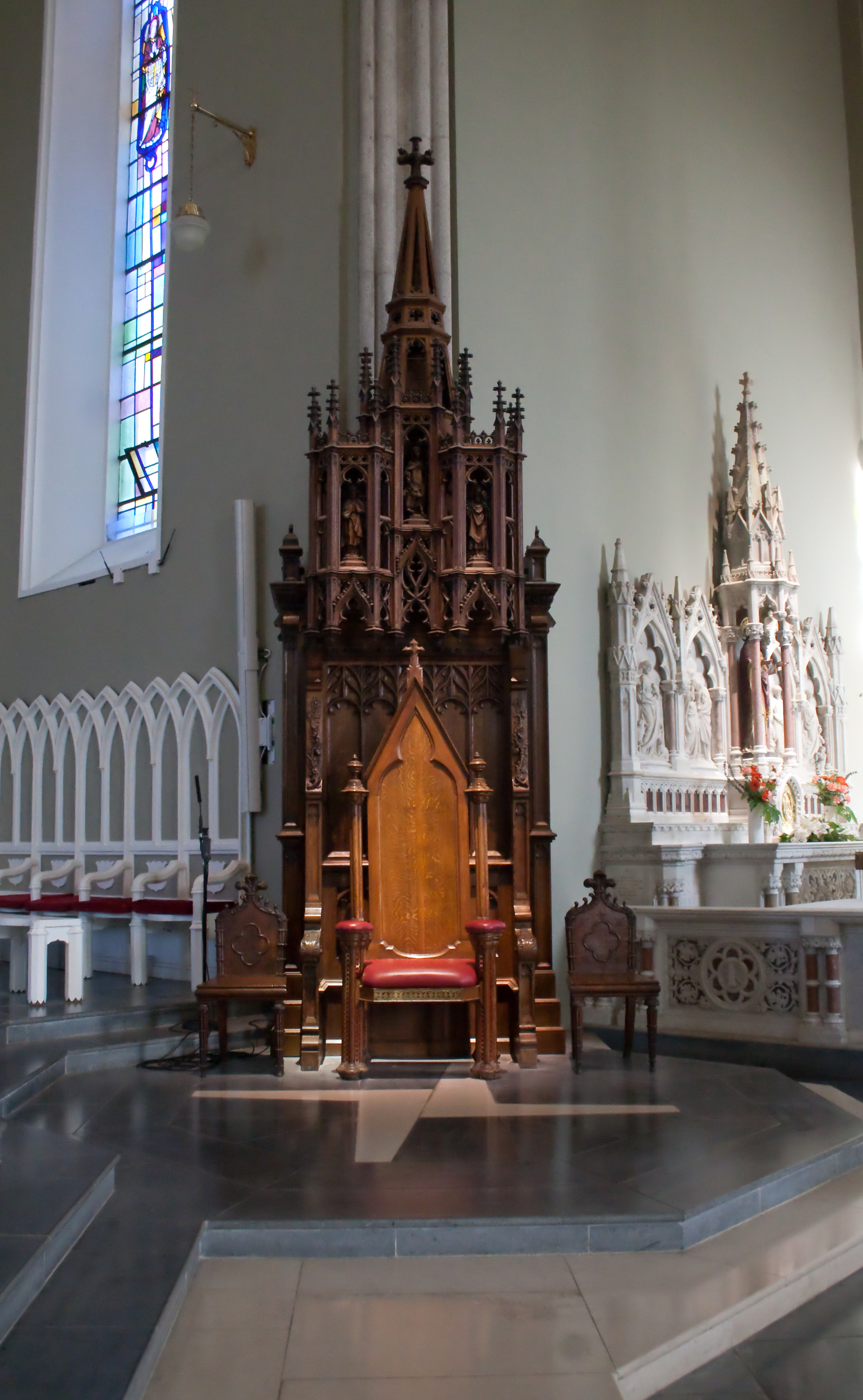
Катедра собору Карлоу, з хрестом Бригід на підлозі внизу.

У християнстві Св. Бригіта та її хрест пов'язані між собою розповіддю про те, що вона плела цю форму хреста на смертному ложі чи то її батька, чи то язичницького владики, який, почувши, що означає хрест, попросив охреститися. Однією з версій є така: 
Вмирав язичницький вождь із околиць Кілдаре. Християни в його домашньому господарстві відправили до Бригіти, щоб поговорити з нею про Христа. Коли вона прибула, вождь марив. Оскільки при цьому неможливо навчити людину віри, надії на його навернення видалися сумнівними. Бригіта сіла біля ліжка хворого і почала його втішати. Як це було прийнято, брудна підлога була засипана травою для тепла і чистоти. Бригіта нахилилася і почала плести їх у хрест, скріплюючи стебла разом. Хвора людина запитала, що вона робить. Бригіта почала пояснювати хрест, і коли вона розмовляла, марення вождя вщухло, і він допитувався до неї з ростом інтересу. Через її плетіння вождь навернувся і був охрещений перед смертю. З того часу в Ірландії існує хрест Бригіти.

## Символ
Певною мірою хрест Бригіти став одним із символів Ірландії, поряд із трилисниками та арфою. Хрест Бригіти містив ідентифікатори, що використовуються для телебачення RTÉ, державного мовника, від оригінального дизайну 1960-х до 1990-х років. Раніше він був символом Департаменту охорони здоров'я і залишається в логотипі Ірландської ради медсестер Ан Борда Альтране.

### Цитати
1. ↑  Ó Duinn, Seán. The Rites of Brigid. Columba Press, 2005. p.121
2. ↑  Evans, Emyr Estyn. Irish Folk Ways, 1957. p.268
3. ↑  St. Brigid's Cross. www.unc.edu. Архів оригіналу за 1 липня 2006.
4. ↑  Archived copy. Архів оригіналу за 22 грудня 2006. Процитовано 22 грудня 2006.{{cite web}}:  Обслуговування CS1: Сторінки з текстом «archived copy» як значення параметру title (посилання)
5. ↑  Berger, Pamela (1985). The Goddess Obscured: Transformation of the Grain Protectress from Goddess to Saint. Boston: Beacon Press. ISBN 9780807067239.
6. ↑  John T. Koch (2006). Celtic Culture: A Historical Encyclopedia. ABC-CLIO. с. 287. ISBN 978-1-85109-440-0. Архів оригіналу за 19 серпня 2020. Процитовано 14 березня 2013.
7. ↑  Cross & Crucifix: St. Brigid Cross. Архів оригіналу за 22 грудня 2006. Процитовано 29 січня 2018.
8. ↑  Kennedy, Brian P. (Spring 1992). The Failure of the Cultural Republic: Ireland 1922–39. Studies: An Irish Quarterly Review. Irish Province of the Society of Jesus. 81 (321): 14–22: 17. JSTOR 30091646.
9. ↑  Mailbag: New RTÉ Symbol Does Not Please All. RTÉ Archives. RTÉ.ie. 1987. Архів оригіналу за 26 січня 2016. Процитовано 11 грудня 2015.
10. ↑  History- at a glance (PDF). RTÉ Facts and Figures. RTÉ. Архів оригіналу (PDF) за 5 березня 2016. Процитовано 11 грудня 2015. 1960: RTÉ's logo, a St Brigid's cross, designed by Richard Butterworth is published.
11. ↑  Ryan, Vera (2003). Movers and Shapers: Irish Art Since 1960. Collins. с. 198. ISBN 9781903464380.
12. ↑  O'Riordan 1951, p.91
13. ↑  Celebrating 50 Years Regulating Intellectual Disability Nursing. ABA News. Irish Nursing Board. 21 (4): 1, 3: 3. Winter 2009. Архів оригіналу за 22 грудня 2015. Процитовано 11 грудня 2015. St. Brigid, whose cross is the logo of An Bord Altranais [Архівовано 2015-12-22 у Wayback Machine.]

## Зовнішні посилання
- Хрест Св. Бригида